# Дэнджерфилд, Кристал
Кристал Симона Дэнджерфилд (англ. Crystal Simone Dangerfield; род. 11 мая 1998 года в Мерфрисборо, Теннесси) — американская профессиональная баскетболистка, выступающая в женской национальной баскетбольной ассоциации за команду «Лос-Анджелес Спаркс». Была выбрана на драфте ВНБА 2020 года во втором раунде под шестнадцатым номером клубом «Миннесота Линкс». Играет на позиции разыгрывающего защитника.

## Ранние годы
Кристал родилась 11 мая 1998 года в городе Мерфрисборо (штат Теннесси) в семье Криса и Давонны Дэнджерфилд, у неё есть старшие брат, Комар, и сестра, Брук, а училась она там же в средней школе Блэкман, в которой выступала за местную баскетбольную команду.